# ژرمانیم
ژرمانیم سی و دومین عنصر جدول تناوبی است. ژرمانیم یکی از اعضای مهم خانواده نیمه‌رساناها می‌باشد و در صنعت نیمه‌هادی کاربرد فراوان دارد. نام این عنصر لاتین واژه ژرمن (آلمان) است.
ژرمانیم عنصر شیمیایی است که با نشان Ge و عدد اتمی ۳۲ در جدول تناوبی وجود دارد. ژرمانیم شبه فلزی است سخت، درخشان، به رنگ سفید خاکستری که از نظر شیمیایی شبیه قلع می‌باشد. این عنصر تعداد بسیار زیادی از ترکیبات آلی – فلزی را تشکیل داده و ماده نیمه هادی مهمی در ترانزیستورها و نورسنجها به حساب می‌آید.
ژرمانیم عنصری سخت و به رنگ سفید مایل به خاکستری است که دارای درخشش فلزی و ساختار بلوری همانند الماس می‌باشد. توجه به این نکته ضروری است که ژرمانیم یک‌نیمه هادی با ویژگی‌های الکتریکی بین فلز و عایق می‌باشد. نوع خالص این شبه فلز، بلورین و شکننده بوده و در دمای اتاق درخشش خود در هوا را حفظ می‌کند. روش‌های تصفیه منطقه‌ای باعث تولید ژرمانیم بلورین برای نیمه هادی‌ها گشته که فقط دارای یک جز در ۱۰۱۰ ناخالصی هستند.
خاصیت اکاسیلیکون ژرمانیوم، جرم اتمی ۷2 (72.59) چگالی 5.35 (g/cm³) نقطه جوش(°C) بالا ۹۴۷ و دارای رنگ خاکستری می‌باشد.

## تاریخچه
ژرمانیم (از واژه لاتین Germania به معنی آلمان) یکی از چهار عنصری بود که دمیتری مندلیف در سال ۱۸۷۱ وجود آنها را پیش‌بینی کرده بود. (مندلیف آن را "eka-silicon " نامید). وجود این عنصر را کلمنز وینکلر در سال ۱۸۸۶ اثبات نمود. این کشف تاییدیه مهمی برای نظریه مندلیف در مورد وضعیت تناوبی عناصر بود.
ساخت ترانزیستورهای ژرمانیم مقدمه استفاده‌های بی شمار از علم الکترونیک حالت جامد گشت.
از سال ۱۹۵۰ تا اوایل دهه ۸۰ این حوزه بازار روزافزونی برای ژرمانیم به وجود آورد اما بعد از آن سیلیکون خالص کم‌کم در ترانزیستورها، دیودها و یکسو کننده‌ها جایگزین ژرمانیم شد. سیلیکون خصوصیات الکتریکی برتری دارد اما نمونه‌های بسیار خالص تری نیاز دارد- درجه خلوصی که در روزهای اولیه به صورت تجاری قابل دستیابی نبود- درحالیکه نیاز به ژرمانیم در شبکه‌های ارتباطی فیبر نوری، سیستم‌های مادون قرمز دید در شب و کاتالیزورهای پلیمریزاسیون شدیداً افزایش یافت. این کاربردهای نهایی، ۸۵٪ مصرف جهانی ژرمانیم را در سال ۲۰۰۰ تشکیل می‌دهد.

## تهیه و تولید
این شبه فلز در کانی‌های آرژیرودیت یا سیم سنگ (سولفید ژرمانیم و نقره)، زغال سنگ، ژرمانیت، روی و کانی‌های دیگر یافت می‌شود. ژرمانیم به صورت تجاری از پردازش سنگ معدن مذاب روی و از سوختن محصولات جانبی زغال سنگ‌های خاصی بدست می‌آید؛ بنابراین اندوخته زیادی از این عنصر در منابع زغال سنگ وجود دارند.
این شبه فلز را می‌توان به وسیلهٔ تقطیر جزئی تتراکلرید فرار آن از فلزات دیگر نیز تهیه نمود. این روش باعث تولید ژرمانیم با خلوص بسیار بالا می‌شود. قیمت هر گرم ژرمانیم در سال ۱۹۹۷ تقریباً ۳ دلار آمریکا و قیمت هر کیلو آن در پایان سال ۲۰۰۰ معادل ۱۱۵۰ دلار بود.

## کاربردها

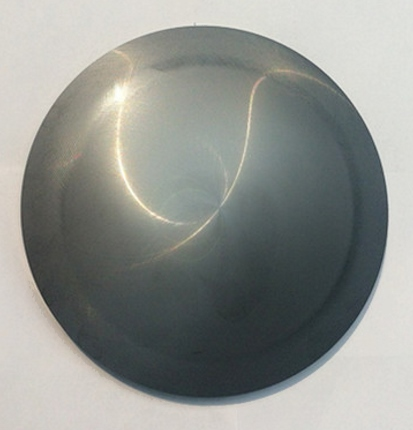
عکس لنز مادون قرمز خریداری شده از آمازون

ژرمانیم برخلاف بیشتر نیمه هادی‌ها دارای band gap (شکاف نوار) کوچکی است که امکان واکنش مؤثر به اشعه مادون قرمز را به وجود می‌آورد؛ بنابراین ژرمانیم در طیف نماهای مادون قرمز و سایر تجهیزات دیداری که نیازمند یابنده‌های حساس مادون قرمز است کاربرد دارد. ضریب شکست و ویژگی‌های تجزیه اکسید آن، استفاده از ژرمانیم را در عدسی‌های زاویه باز دوربین و عدسی‌های شیئی میکروسکوپ سودمند می‌کند. موسیقیدانانی که مایل به بازآفرینی حالت خاص تقویت کننده‌های اوایل دوره Rock and roll هستند، هنوز هم در تقویت کننده‌های گیتار برقی از ترانزیستورهای ژرمانیم استفاده می‌کنند. آلیاژ ژرمانید سیلیکون (SiGe) در حال تبدیل سریع به ماده نیمه هادی مهم در ICهای سرعت بالا می‌باشد. مدارهایی که از پیوندهای Si-SiGe استفاده می‌کنند می‌توانند نسبت به مدارهایی که تنها سیلیکون بکار می‌برند سرعت خیلی بیشتری داشته باشند. سایر کاربردها:
·عامل آلیاژساز،
·بعنوان ماده درخشان در.
·و به عنوان کاتالیزور

## وظایف ژرمانیوم در بدن
1. افزایش ایمنی سلول اعصاب
2. دوباره جوان کردن سلول‌ها
3. تولید انرژی
4. محافظت در برابر سموم
5. تولید قدرت آنتی‌اکسیدانی که سبب کاهش درد می‌گردد
6. افزایش حس شنوایی

ترکیبات خاصی از ژرمانیم برای پستانداران مسمومیت کمی دارند اما برای باکتری‌های خاصی اثرات سمی دارند. این ویژگی، اینگونه ترکیبات را به عوامل شیمی درمانی مفیدی تبدیل کرده‌است.